# تانا ۱۶۴۱
سیارک ۱۶۴۱ (به انگلیسی: 1641 Tana، نامگذاری:1935OJ) هزار و ششصد و چهل و یکمین سیارک کشف شده‌است که در ۲۵ ژوئیه ۱۹۳۵ کشف شد.
قدر مطلق سیارک برابر ۱۱٫۴۰ است.